# Uranium City (Saskatchewan)
Uranium City és un assentament situat al nord-oest de la província de Saskatchewan, Canadà. Es troba a la costa nord del Llac Athabasca prop del límit amb els Territoris del Nord-oest. És a una altitud de 230 m. Té 89 habitants i el seu nom és per les mines d'urani que hi ha a la zona.

## Història
El 1949 s'hi va trobar el mineral d'urani athabascaïta.
El 1952, el govern provincial decidí establir-hi una població que donés serveis a les mines d'urani del Llac Beaverlodge Beaverlodge L'any 1954 hi operaven 52 mines d'urani 12 més a cel obert. En el seu inici la majoria de les residències a urani City eren simples tendes de campanya.
Uranium City va ser una ciutat pròspera fins a l'any 1982, quan la seva població s'acostava als 5.000 habitants, que era el llindar per assolir l'estatus de ciutat a la província. El tancament de les mines de l'any 1983 va portar a col·lapsar-ne l'economia i molts dels seus habitants van abandonar la ciutat. Més tard va ser nomenat northern settlement (assentament del nord) amb uns 300 habitants que hi quedaven. Després del tancament de l'hospital només van restar uns 79 habitants que incloïen alguns with Métis i de les First Nations.
Aquesta població disposa d'un aeroport certificat, Uranium City Airport, amb una pista de grava. No hi ha una carretera normal que connecti Uranium City amb la resta del Canadà, està prevista una carretera d'hivern (winter road) que la connectaria amb 
Fond-du-Lac.

## Clima
Uranium City és part de l'ecozona de la taigà i té un clima subàrtic, en la classificació de Köppen designat com Dfc. La temperatura més alta enregistrada va ser de 3,7 °C del juliol de 1984. La temperatura mitjana anual és de - 3,5 °C, essent la mitjana del mes més fred la de gener amb -26,8 °C i la del mes més càlid, juliol, amb 16,2 °C. La precipitació anual mitjana és de només 223,7 litres.